# Super 10 2003-2004
Il Super 10 2003-04 fu il 74º campionato nazionale italiano di rugby a 15 di prima divisione.
Si tenne dal 1º novembre 2003 al 19 giugno 2004 tra 10 squadre; per esigenze di sponsorizzazione chiamato Findomestic Super 10, vide l'esordio della neo-formazione del Leonessa, squadra nata dall'unione delle forze di Brescia e Rovato, e che ebbe vita breve, essendosi sciolta nel 2008 con la cessione del titolo di serie A1 all'Amatori Milano.
A retrocedere, invece, fu il Rugby Roma, abbandonato dal suo sponsor Lottomatica e vittima, a soli 4 anni dal suo scudetto, di una crisi societaria solo parzialmente risolta dall'arrivo come presidente di Paolo Abbondanza, quando la situazione era oramai compromessa.
La finale fu l'esatta riproposizione di quella dell'anno precedente, tra Benetton e Calvisano, con i lombardi alla loro quarta gara-scudetto consecutiva.
Uguale anche la sede, Padova, e l'esito finale, vittoria di Treviso, per 22-10, con tre mete di Brendan Williams (record per una gara di assegnazione del titolo).
Per Treviso si trattò dell'undicesimo scudetto, che lo portò ad affiancare Petrarca e Rovigo al secondo posto della classifica dei club più titolati d'Italia, a 7 di distanza dall'Amatori Milano.

## Squadre partecipanti
| Club       | Sponsor                       | Città     | Impianto interno         |
| ---------- | ----------------------------- | --------- | ------------------------ |
| L’Aquila   | Conad (grande distribuzione)  | L'Aquila  | Stadio Tommaso Fattori   |
| Benetton   | Benetton (abbigliamento)      | Treviso   | Stadio di Monigo         |
| Calvisano  | Ghial (alluminio e profilati) | Calvisano | Stadio San Michele       |
| GRAN Parma | SKG (climatizzazione auto)    | Parma     | Stadio Sergio Lanfranchi |
| Leonessa   | ADMO (Volontariato)           | Brescia   | Stadio Aldo Invernici    |
| Parma      | Overmach (meccanica)          | Parma     | Stadio Sergio Lanfranchi |
| Petrarca   | Safilo (ottica)               | Padova    | Stadio Plebiscito        |
| Rugby Roma |                               | Roma      | Stadio Tre Fontane       |
| Rovigo     | ARD (Vernici)                 | Rovigo    | Stadio Mario Battaglini  |
| Viadana    | Arix (pulizia della casa)     | Viadana   | Stadio Luigi Zaffanella  |

## Stagione regolare

### Risultati
| 1-11-2003  | 1ª/10ª giornata        | 10-04-04 |
| ---------- | ---------------------- | -------- |
| 39-6       | Viadana — L'Aquila     | 15-22    |
| 26-9       | Benetton — Leonessa    | 34-15    |
| 24-7       | Calvisano — Rugby Roma | 51-11    |
| 27-21      | Parma — GRAN Parma     | 17-33    |
| 32-30      | Petrarca — Rovigo      | 3-19     |
|            |                        |          |
| 22-11-2003 | 4ª/13ª giornata        | 1-5-2004 |
| 43-24      | Benetton — Parma       | 27-21    |
| 13-6       | Rovigo — Calvisano     | 26-33    |
| 14-21      | Leonessa — Viadana     | 19-25    |
| 28-28      | Petrarca — Rugby Roma  | 31-12    |
| 18-24      | GRAN Parma — L'Aquila  | 27-32    |
|            |                        |          |
| 6-1-2004   | 7ª/16ª giornata        | 3-5-2008 |
| 23-23      | Viadana — Parma        | 10-15    |
| 16-18      | L'Aquila — Benetton    | 5-30     |
| 32-15      | Calvisano — Petrarca   | 5-39     |
| 32-28      | Rugby Roma — Rovigo    | 10-45    |
| 12-12      | GRAN Parma — Leonessa  | 13-20    |

| 8-11-2003  | 2ª/11ª giornata         | 17-4-2004 |
| ---------- | ----------------------- | --------- |
| 28-34      | L'Aquila — Calvisano    | 0-24      |
| 21-33      | Rovigo — Parma          | 10-37     |
| 18-20      | Leonessa — Petrarca     | 13-34     |
| 10-42      | Rugby Roma — Benetton   | 17-62     |
| 22-15      | GRAN Parma — Viadana    | 29-37     |
|            |                         |           |
| 29-11-2003 | 5ª/14ª giornata         | 8-5-2004  |
| 14-19      | Viadana — Benetton      | 17-37     |
| 25-29      | L'Aquila — Rovigo       | 8-47      |
| 46-10      | Calvisano — Leonessa    | 17-22     |
| 17-21      | Rugby Roma — GRAN Parma | 16-27     |
| 28-28      | Parma — Petrarca        | 19-22     |
|            |                         |           |
| 3-1-2004   | 8ª/17ª giornata         | 29-5-2004 |
| 46-13      | Viadana — Rugby Roma    | 32-9      |
| 41-24      | Benetton — GRAN Parma   | 53-29     |
| 27-14      | Leonessa — Rovigo       | 30-37     |
| 13-30      | Parma — Calvisano       | 16-30     |
| 38-3       | Petrarca — L'Aquila     | 35-29     |

| 15-11-2003 | 3ª/12ª giornata             | 24-4-2004 |
| ---------- | --------------------------- | --------- |
| 32-15      | Viadana — Rovigo            | 11-52     |
| 34-6       | Calvisano — GRAN Parma      | 31-21     |
| 19-13      | Rugby Roma — L'Aquila       | 15-17     |
| 37-6       | Parma — Leonessa            | 16-12     |
| 6-13       | Petrarca — Benetton Treviso | 17-38     |
|            |                             |           |
| 20-12-2003 | 6ª/15ª giornata             | 15-5-2004 |
| 33-27      | Benetton — Calvisano        | 27-17     |
| 32-19      | Rovigo — GRAN Parma         | 16-18     |
| 32-6       | Leonessa — L'Aquila         | 25-32     |
| 27-16      | Parma — Rugby Roma          | 46-26     |
| 17-23      | Petrarca — Viadana          | 16-37     |
|            |                             |           |
| 3-4-2004   | 9ª/18ª giornata             | 22-5-2004 |
| 28-26      | L'Aquila — Parma            | 8-26      |
| 27-15      | Calvisano — Viadana         | 20-36     |
| 38-43      | Rovigo — Benetton           | 15-33     |
| 58-32      | Rugby Roma — Leonessa       | 14-29     |
| 44-10      | GRAN Parma — Petrarca       | 34-16     |

### Classifica
| Pos | Squadra    | G  | V  | N | P  | PF  | PS  | DP   | BMP | Pt |
| --- | ---------- | -- | -- | - | -- | --- | --- | ---- | --- | -- |
| 1   | Benetton   | 18 | 18 | 0 | 0  | 619 | 324 | +295 | 9   | 81 |
| 2   | Calvisano  | 18 | 12 | 0 | 6  | 491 | 338 | +153 | 11  | 59 |
| 3   | Viadana    | 18 | 10 | 1 | 7  | 448 | 375 | +73  | 9   | 51 |
| 4   | Parma      | 18 | 9  | 2 | 7  | 447 | 390 | +57  | 4   | 44 |
| 5   | Rovigo     | 18 | 8  | 0 | 10 | 487 | 432 | +55  | 11  | 43 |
| 6   | Petrarca   | 18 | 8  | 2 | 8  | 405 | 421 | −16  | 6   | 42 |
| 7   | GRAN Parma | 18 | 7  | 1 | 10 | 418 | 450 | −32  | 10  | 40 |
| 8   | L’Aquila   | 18 | 6  | 0 | 12 | 302 | 497 | −195 | 7   | 31 |
| 9   | Leonessa   | 18 | 5  | 1 | 12 | 345 | 462 | −117 | 8   | 30 |
| 10  | Rugby Roma | 18 | 3  | 1 | 14 | 330 | 603 | −273 | 3   | 17 |

## Play-off
|  | Semifinali | Semifinali | Semifinali | Semifinali | Semifinali |  |  | Finale    | Finale    | Finale |  |
|  |            |            |            |            |            |  |  |           |           |        |  |
|  | 4          | Parma      | 13         | 6          | 19         |  |  |           |           |        |  |
|  | 1          | Benetton   | 13         | 41         | 54         |  |  | Benetton  | Benetton  | 22     |  |
|  | 3          | Viadana    | 19         | 6          | 25         |  |  | Calvisano | Calvisano | 10     |  |
|  | 2          | Calvisano  | 22         | 21         | 43         |  |  |           |           |        |  |

### Semifinali
| Arbitro: | Giulio De Santis (Roma) |

|               |      |                 |
| Preo 38’      | mt   | 58’ Williams    |
| A. Canale 38’ | tr   | 58’ Eigner      |
| A. Canale 43’ | c.p. | 17’, 25’ Eigner |
| A. Canale 51’ | drop |                 |

| Arbitro: | Stefano Mancini (Frascati) |

|                          |      |                                |
| Accorsi 48’              | mt   | 41’ Webb                       |
| Steyn 48’                | tr   | 41’ Fraser                     |
| Steyn 12’, 40’, 42’, 74’ | c.p. | 27’, 35’, 45’, 51’, 59’ Fraser |

| Arbitro: | Maurizio Vancini (Milano) |

|                                               |      |                      |
| G. Canale 16’, 40+1’ Palmer 44’ Orlando 80+2’ | mt   |                      |
| Mason 40+1’, 44’, 80+2’                       | tr   |                      |
| Mason 13’, 60’, 66’, 72’, 76’                 | c.p. | 39’, 40+3’ A. Canale |

| Arbitro: | Mauro Dordolo (Udine) |

|                        |      |                |
| Griffen 25’ Fraser 39’ | mt   |                |
| Fraser 25’             | tr   |                |
| Fraser 46’ Webb 63’    | c.p. | 14’, 22’ Steyn |
| Griffen 50’            | drop |                |

### Finale
| Arbitro: | Antonio Lombardi (Napoli) |

|                       |      |            |
| Williams 3’, 23’, 56’ | mt   | 50’ Vodo   |
| Mason 3’, 56’         | tr   | 50’ Fraser |
| Mason 3’, 56’         | c.p. | 77’ Fraser |

## Verdetti
- Benetton: campione d'Italia;
- Benetton e Calvisano: qualificate alla Heineken Cup;
- Viadana, Parma, Rovigo, Petrarca, GRAN Parma, L’Aquila, Leonessa e Amatori Catania (vincitrice del campionato di serie A): qualificate all'European Challenge Cup;
- Rugby Roma: retrocessa in serie A.